# Мало Боњинце
Мало Боњинце је насеље у Србији у општини Бабушница у Пиротском округу. Према попису из 2022. било је 27 становника и налази се на нижим падинама Суве планине.

## Демографија
У насељу Мало Боњинце живи 104 пунолетна становника, а просечна старост становништва износи 55,6 година (55,8 код мушкараца и 55,5 код жена). У насељу има 51 домаћинство, а просечан број чланова по домаћинству је 2,25.
Ово насеље је великим делом насељено Србима (према попису из 2002. године), а у последња три пописа, примећен је пад у броју становника.
|  |

| Демографија | Демографија | Демографија |
| Година      | Становника  | Становника  |
| ----------- | ----------- | ----------- |
| 1948.       | 462         |             |
| 1953.       | 409         |             |
| 1961.       | 376         |             |
| 1971.       | 274         |             |
| 1981.       | 201         |             |
| 1991.       | 159         | 157         |
| 2002.       | 115         | 116         |
| 2011.       | 49          |             |
| 2022.       | 27          |             |

| Година пописа     | 1948. | 1953. | 1961. | 1971. | 1981. | 1991. | 2002. |
| ----------------- | ----- | ----- | ----- | ----- | ----- | ----- | ----- |
| Број домаћинстава | 87    | 85    | 88    | 80    | 71    | 61    | 51    |

| Број чланова      | 1  | 2  | 3 | 4 | 5 | 6 | 7 | 8 | 9 | 10 и више | Просек |
| ----------------- | -- | -- | - | - | - | - | - | - | - | --------- | ------ |
| Број домаћинстава | 15 | 22 | 4 | 8 | 1 | 0 | 1 | 0 | 0 | 0         | 2,25   |

| Пол    | Укупно | Неожењен/Неудата | Ожењен/Удата | Удовац/Удовица | Разведен/Разведена | Непознато |
| ------ | ------ | ---------------- | ------------ | -------------- | ------------------ | --------- |
| Мушки  | 48     | 6                | 36           | 5              | 1                  | 0         |
| Женски | 57     | 6                | 36           | 14             | 1                  | 0         |
| УКУПНО | 105    | 12               | 72           | 19             | 2                  | 0         |

| Пол    | Укупно                    | Пољопривреда, лов и шумарство | Рибарство                            | Вађење руде и камена | Прерађивачка индустрија       |
| ------ | ------------------------- | ----------------------------- | ------------------------------------ | -------------------- | ----------------------------- |
| Мушки  | 14                        | 3                             | 0                                    | 0                    | 4                             |
| Женски | 5                         | 2                             | 0                                    | 0                    | 2                             |
| УКУПНО | 19                        | 5                             | 0                                    | 0                    | 6                             |
| Пол    | Производња и снабдевање   | Грађевинарство                | Трговина                             | Хотели и ресторани   | Саобраћај, складиштење и везе |
| Мушки  | 0                         | 0                             | 5                                    | 0                    | 0                             |
| Женски | 0                         | 0                             | 0                                    | 0                    | 0                             |
| УКУПНО | 0                         | 0                             | 5                                    | 0                    | 0                             |
| Пол    | Финансијско посредовање   | Некретнине                    | Државна управа и одбрана             | Образовање           | Здравствени и социјални рад   |
| Мушки  | 0                         | 0                             | 0                                    | 0                    | 1                             |
| Женски | 0                         | 0                             | 0                                    | 0                    | 0                             |
| УКУПНО | 0                         | 0                             | 0                                    | 0                    | 1                             |
| Пол    | Остале услужне активности | Приватна домаћинства          | Екстериторијалне организације и тела | Непознато            | Непознато                     |
| Мушки  | 0                         | 0                             | 0                                    | 1                    | 1                             |
| Женски | 0                         | 0                             | 0                                    | 1                    | 1                             |
| УКУПНО | 0                         | 0                             | 0                                    | 2                    | 2                             |

| Етнички састав према попису из 2002.‍ | Етнички састав према попису из 2002.‍ | Етнички састав према попису из 2002.‍ | Етнички састав према попису из 2002.‍ | Етнички састав према попису из 2002.‍ |
| ------------------------------------ | ------------------------------------ | ------------------------------------ | ------------------------------------ | ------------------------------------ |
|                                      |                                      |                                      |                                      |                                      |
| Срби                                 | Срби                                 |                                      | 113                                  | 98,26%                               |
| Македонци                            | Македонци                            |                                      | 086                                  | 0%                                   |
| непознато                            | непознато                            |                                      | 1                                    | 0,86%                                |

| Етнички састав према попису из 2022.‍ | Етнички састав према попису из 2022.‍ | Етнички састав према попису из 2022.‍ | Етнички састав према попису из 2022.‍ | Етнички састав према попису из 2022.‍ |
| ------------------------------------ | ------------------------------------ | ------------------------------------ | ------------------------------------ | ------------------------------------ |
|                                      |                                      |                                      |                                      |                                      |
| Срби                                 | Срби                                 |                                      | 16                                   | 59,3%                                |
| непознато                            | непознато                            |                                      | 11                                   | 40,7%                                |

## Галерија
- Галерија Мало Боњинце